# Kirandul
Kirandul är en ort i Indien.   Den ligger i delstaten Chhattisgarh, i den centrala delen av landet, 1 200 km söder om huvudstaden New Delhi. Kirandul ligger 634 meter över havet och antalet invånare är 19 053.
Terrängen runt Kirandul är kuperad västerut, men österut är den platt. Terrängen runt Kirandul sluttar österut. Runt Kirandul är det ganska tätbefolkat, med 93 invånare per kvadratkilometer. Det finns inga andra samhällen i närheten. I omgivningarna runt Kirandul växer huvudsakligen savannskog.